# 根本法門経
『根本法門経』（こんぽんほうもんきょう、巴: Mūlapariyāya-sutta, ムーラパリヤーヤ・スッタ）とは、パーリ仏典経蔵中部に収録されている第1経。
類似の漢訳経典として、『中阿含経』（大正蔵26）の106経「想経」、及び『楽想経』（大正蔵56）がある。

## 構成

### 登場人物
- 釈迦

### 場面設定
ある時、釈迦はウッカッター城スバガ林のサーラ王樹に滞在していた。
釈迦は比丘たちに向かって、四元素、天（三界）、五蘊、涅槃などについての、凡夫と比丘と阿羅漢と如来における捉え方の違いについて述べる。
その中でも如来は、それらの存在や概念など一切の事物の縁起(空)を知悉するためにそれらの存在・概念をそのものと捉えて考えず(無分別)、歓喜を起こさないと説く。
それを聞いた比丘たちは歓喜できなかった。

## 日本語訳
- 『南伝大蔵経・経蔵・中部経典1』（第9巻） 大蔵出版
- 『パーリ仏典 中部（マッジマニカーヤ）根本五十経篇I』 片山一良訳 大蔵出版
- 『原始仏典 中部経典1』（第4巻） 中村元監修 春秋社